# Goniothalamus gardneri
Goniothalamus gardneri este o specie de plante din genul Goniothalamus, familia Annonaceae, descrisă de Joseph Dalton Hooker și Thomas Thomson. A fost clasificată de IUCN ca specie în pericol. Conform Catalogue of Life specia Goniothalamus gardneri nu are subspecii cunoscute.